# Novi (Croazia)
Novi (in croato Novi Vinodolski; in italiano anche Novi del Vinodol o Novi in Valdivino, desueti) è una città di 5 131 abitanti della regione litoraneo-montana, in Croazia. La città ha dato i natali allo scrittore Vladimir Fran Mažuranić.

## Geografia antropica

### Località
Il comune di Novi è diviso in 20 insediamenti (naselja) di seguito elencati. Tra parentesi il nome in lingua italiana, a volte desueto.
- Bater
- Bile
- Breze (Brese)
- Crno (Cerno)
- Donji Zagon (Sagòn)
- Drinak (Drignacco)
- Gornji Zagon (Tripotino)
- Jakov Polje (San Giacomo)
- Javorje (Acereto)
- Klenovica (Callagno)
- Krmpotske Vodice (Clenovizza[6] o Villa Vecchia)
- Ledenice (Ledenizza[7])
- Luka Krmpotska (Porto Crempotsca)
- Novi Vinodolski (Novi o Novi in Valdivino), sede comunale
- Podmelnik (Pomelnicco)
- Povile (Poville)
- Ruševo Krmpotsko (Russevo)
- Sibinj Krmpotski (Sibigno)
- Smokvica Krmpotska (Smoquizza[6] Smoguizza)
- Zabukovac (Buccovazzo)